# Dollars aux donuts
Dollars aux donuts, typographié Dollar$ aux donuts est le vingtième album de la série de bande dessinée Les Simpson, sorti le 16 janvier 2013, par les éditions Jungle. Il contient trois histoires : Ned le Simpson, Lisa part au camp et L’Effet Homer.